# Ваврик, Василий Романович
Василий Романович Ваврик (21 марта [2 апреля] 1889, Яснище, Королевство Галиции и Лодомерии — 5 июля 1970, Львов, Украинская ССР, СССР) — русский (галицко-русский, русинский) писатель, поэт, литературовед, историк, исследователь фольклора; один из наиболее ярких представителей галицко-русского движения в XX веке.

## Биография
Я – русин.
Я русин был и русским буду,

Пока живу, пока дышу,

Покамест имя человека

И заповедь отцов ношу.
 Когда австрийцы и поляки

Да немцы лютые меня

С правдивого пути не сшибли

И не похитили огня,
То ныне ни крутым запретам,

Ни даже ста пудам оков

Руси в моей груди не выжечь

Во веки вечные веков.
Родился 21 марта (2 апреля) 1889 года в селе Яснище Королевства Галиции и Лодомерии (ныне Золочевский район Львовской области) в семье зажиточного крестьянина. Отец, следуя традиции галицких русофилов, отдал Василия в немецкую гимназию в Бродах (так как образование на русском языке было запрещено в Австро-Венгрии), по окончании которой, в 1912 году Ваврик поступил на юридический факультет Львовского университета.
В 1914 году с началом Первой мировой войны, как и многие другие галицкие русофилы, В. Ваврик был заключён в крепость Терезин (по доносу шовиниста-украинца Ивана Кецко, сельского писаря в Манаеве, Зборовского уезда). В Терезине он познакомился с Гаврилой Принципом, чьи выстрелы в Сараево в эрцгерцога Фердинанда спровоцировали начало войны. Позже Ваврика перевели в другой лагерь, Талергоф. В концентрационных лагерях он начал писать сатирические стихи, в которых описывал происходившие жестокости и произвол австрийских властей, подпольно редактировал и распространял среди заключённых рукописные газеты.
В конце 1915 года его мобилизовали в армию и направили на итальянский фронт, где он попадает в плен. Благодаря стараниям русского посла в Италии, В. Ваврик получил свободу и поступил в русский экспедиционный корпус, сражавшийся во Франции.
В 1917 году накануне октябрьского переворота Василий Ваврик переехал в Петроград. С началом гражданской войны в России он вступил в Добровольческую армию, получил чин капитана и возглавил сформированный в Ростове-на-Дону «Карпато-русский отряд», который, в частности, принимал участие в обороне Крыма от наступления красных в начале 1920 года.
После падения режима барона Врангеля, В. Ваврик переехал в Чехословакию, где на территории Подкарпатской Руси занимался редактированием ужгородского «Русского православного вестника». В 1921 году он поступил на философский факультет пражского Карлова университета, который окончил в 1925 году со степенью доктора славянской филологии, защитив диссертацию про литературную группу «Русская троица».
Затем он вернулся во Львов и в 1926 году получил степень доктора философии во Львовском университете. До 1939 года он работал при старейшем учреждении галицких русофилов — Ставропигийском институте, был редактором «Временника Ставропигийского института». Он принимал активное участие в издании «Талергофских альманахов» — подробных сборников, посвящённых уничтожению карпато-русского народа австро-венгерской властью. Он также писал исследования о галицко-русском движении и его лидерах — И. Наумовиче, О. Мончаловском, Д. Маркове и других.

## Деятельность после 1939 года
После присоединения западно-украинских земель к СССР в 1939 году все русофильские учреждения были ликвидированы советской властью, которая не допускала существования альтернативы «украинскости». Василий Ваврик в 1939—1941 годах работал преподавателем русского языка во Львовском университете.
С началом немецкой оккупации Ставропигийский институт возобновил свою работу. За участие Ваврика в деятельности советского подполья во Львове нацисты убили двух его братьев — Петра и Павла.
После окончания Великой Отечественной войны Василий Романович преподавал русский язык во Львовском университете, позже работал научным сотрудником Львовского исторического музея. Он принимал активное участие в жизни русского православного прихода при церкви святого Георгия во Львове, поддерживал тесные контакты с другими русскими галичанами.
Его отношение к советской власти соединяло противоречия — с одной стороны, он её уважал за то, что Львов и Москва соединились в одном государстве, с другой — выступал против запрета галицко-русской идеологии и за гонения, устроенные этой властью на русских галичан.
Ваврик продолжал писать стихи на русском (литературном) языке и на наречии родного села. Он тайно сотрудничал с карпато-русским журналом «Свободное слово Карпатской Руси» (редактор Михаил Туряница, США), который выступал «против расчленителей и убийц России всех мастей: явных, как самостийники, и скрытых, как диссиденты или „антикоммунисты“» (цитата из программы журнала), а также с «Карпаторусским календарём Лемко-Союза», в котором помещал свои исследования, связанные с лемками.
Советская власть не признала ни одну из двух докторских степеней, полученных за рубежом, и в 1956 году для получения степени ему пришлось защитить кандидатскую диссертацию по филологии в киевском Институте литературы имени Т. Шевченко при Академии наук Украины.
Позже Василий Ваврик вышел на пенсию и жил в одном из зданий, ранее принадлежавших Ставропигии на улице Ивана Фёдорова.
Он умер — 5 (по другим данным — 7) июля 1970 года и был похоронен в «Гробнице галицко-русских писателей» на Лычаковском кладбище; его архив был перевезён в Ленинград.

## Творчество

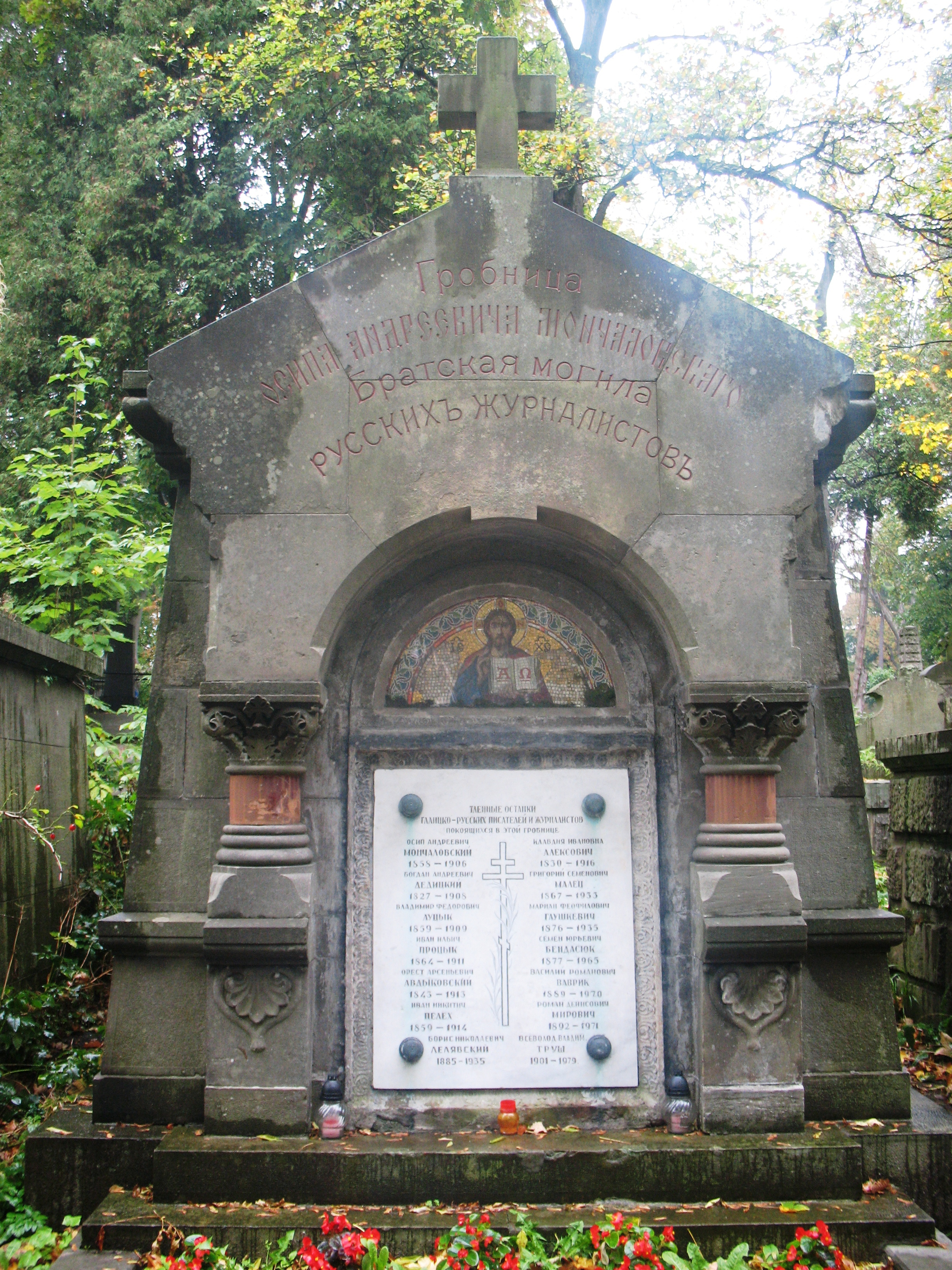
Братская могила галицко-русских писателей и журналистов на Лычаковском кладбище во Львове, в которой похоронен В. Ваврик

### Поэзия
Сборники стихов:
- Трембита (Ужгород, 1921)
- Стихотворения (Филадельфия, 1922)
- Красная горка (Львов, 1923)
- Гаивки (Львов, 1923)
- Под шум Салгира (Львов, 1924)

Поэма:
- Отец Игнатий (Львов, 1934)

Участие в стихотворных сборниках:
- Сборник русских поэтов в Польше (Львов, 1930).
- Антология русской поэзии в Польше (Варшава, 1937).

### Проза
- Карпатороссы в Корниловском походе и Добровольческой армии (Львов, 1923)
- Калинин сруб. Рассказ. (Львов, 1926)
- В водовороте. Повесть. (Львов, 1926—1929)
- В перекрёстных огнях. Повесть. (Львов, 1929)

### Драматургия
- Талергоф. Картины из жизни галицких мучеников в немецкой неволе. Пьеса в 4-х действиях. (Львов, 1933)

### Работы по истории, литературоведению и фольклору
- Народные песни о Романе Галицком (Львов, 1924)
- Иван Григорьевич Наумович — просветитель Галицийской Руси (Львов, 1926)
- Чёрные дни Ставропигиального института (Львов, 1928)
- Народная словесность и селяне-поэты, Галицкая литература о Слове о полку Игореве (Львов, 1930)
- Талергоф. В 20-ю годовщину народной трагедии галицко-русского народа (Львов, 1934)
- Галицкая Русь — Пушкину (Львов, 1938)
- Терезин и Талергоф. Сборник (Статьи, очерки, стихи, драматические картины, рассказы, воззвания, заметки, справки). Львов, 1964.
- Краткий очерк истории галицко-русской письменности (Лувен, 1968)
- Терезин и Талергоф. К 50-летней годовщине трагедии Галицко-Русского народа. Москва: Московское общество друзей Карпатской Руси, 2001.
- Члены Ставропигіона за 350 лѣтъ. (1586—1936)
- Крѣпость духа

### Перевод
Слово о полку Игореве, в 750-літню річницю его появления, з вступним словом, поясненням тексту і переводом на галицько-руську народну мову. Львів, 1937.

### Рукопись
На закате гаснущих дней (Автобиографические очерки)